# Hliňany (zámek)
Hliňany jsou barokní zámek ve stejnojmenné, téměř zaniklé, vesnici v okrese Ústí nad Labem. Stojí na levém břehu řeky Bíliny v nadmořské výšce 160 metrů nad mořem.

## Historie
Předchůdcem zámku byla tvrz zmiňovaná poprvé v roce 1397, kdy patřila Petru Šebířovi z Hliňan. Část patnáctého století byla vesnice součástí panství sousedních Řehlovic, které patřily rodu Kaplířů ze Sulevic. Na počátku šestnáctého století byli majiteli Glacové ze Starého Dvora, kteří vesnici v roce 1530 prodali zpět Kaplířům. Potomci Buška Kaplíře ze Sulevic potom vesnice s tvrzí drželi až do roku 1607, kdy ji prodali Mikuláši Hochhauserovi z Hochhausu. Mikuláš o vesnici přišel za účast na stavovském povstání, a konfiskát v roce 1623 koupil Vilém mladší Popel z Lobkovic. Podle konfiskační komise však musel Vilém Mikulášovi Hochhauserovi uhradit určitou částku a místo platby v penězích mu Hliňany na období 1626–1629 pronajal. Poté je prodal Otovi z Nostic, který je natrvalo připojil k Řehlovicím. Hliňany se však staly centrem spojeného panství, a stará tvrz proto byla v roce 1650 přestavěna na barokní zámek, který byl rozšířen v polovině osmnáctého století mimo jiné o oranžérii. Během sedmileté války zámek zabrala posádka pruského vojska, a v roce 1759 tu dokonce sídlilo jeho velení. Od roku 1769 na zámku jako vychovatel působil obrozenecký historik František Martin Pelcl a v roce 1778 zde pobýval císař Josef II. Nosticům zámek patřil do roku 1885, kdy jej získala hraběnka Maria Sylva-Taroucc, rozená Nosticová.
Ve druhé polovině dvacátého století v zámku sídlil léčebný ústav pro mládež a od roku 2008 domov pro osoby se zdravotním postižením.

## Stavební podoba
Jednopatrový zámek má obdélníkový půdorys, hladkou fasádu a sedlovou střechu. Uprostřed jižního průčelí je nad vstupem balkón nesený jednoduchými pilíři. Interiér byl výrazně upraven, pouze v přízemní chodbě se dochovala hřebínková klenba.